# HD 221246
HD 221246 ou NGC 7686 1 é uma estrela no aglomerado estelar NGC 7686.